# Anthropologie & développement
 (octobre 2014).
Si vous disposez d'ouvrages ou d'articles de référence ou si vous connaissez des sites web de qualité traitant du thème abordé ici, merci de compléter l'article en donnant les références utiles à sa vérifiabilité et en les liant à la section « Notes et références ».
Anthropologie & développement, connu jusqu'en 2013 sous le nom de Bulletin de l’APAD (Association euro-africaine pour l’anthropologie du changement social et du développement) est une revue scientifique d'anthropologie.

## Présentation
Le journal est une publication bilingue (français et anglais) de l’Association euro-africaine pour l’anthropologie du changement social et du développement. Il publie des travaux de recherche empiriques sur les processus sociaux qui sous-tendent les transformations en cours dans le champ du développement et dans les espaces publics en Afrique. Il accueille des contributions de chercheurs européens et africains ainsi que de praticiens du développement, afin de favoriser les échanges d’idées et d’expériences, le désenclavement des communautés scientifiques nationales, et de promouvoir des débats sur les méthodes, les connaissances et les savoir-faire entre chercheurs, praticiens et décideurs. 
La politique d’édition électronique adoptée par la revue est la mise en ligne en texte intégral des numéros deux ans après leur parution papier. 
Le journal est mis en ligne grâce à Lodel et est hébergé par le portail OpenEdition Journals.